# Rough Trade (catena di negozi)

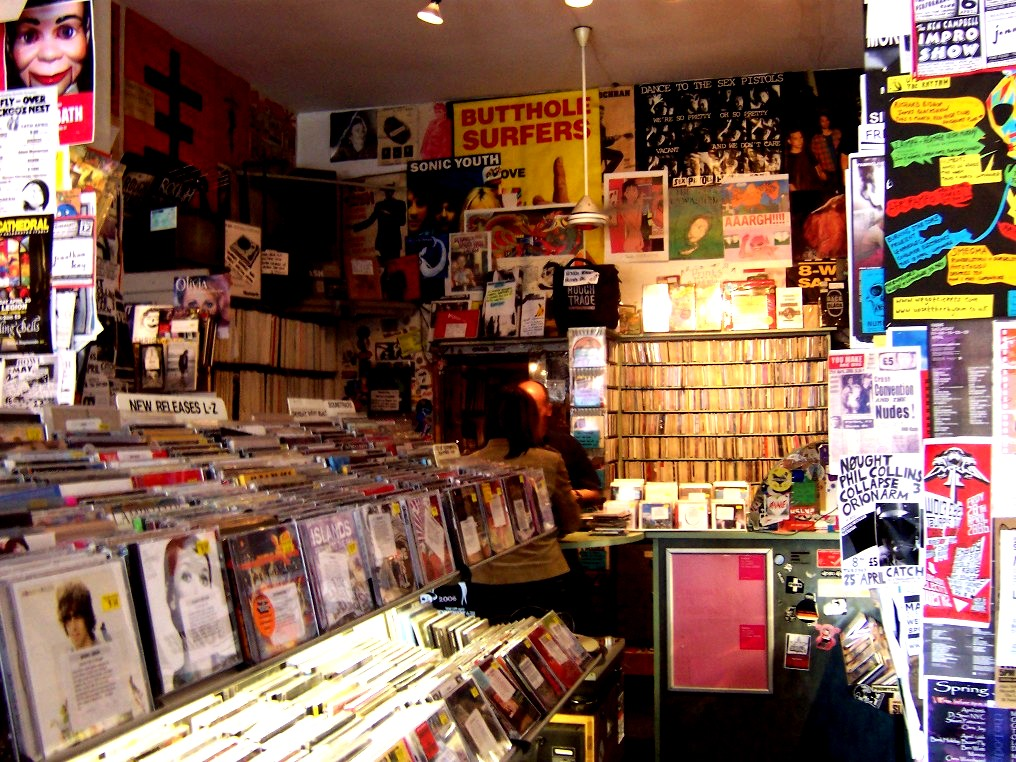
Il negozio Rough Trade di Talbot Road

Rough Trade è una catena di negozi di dischi britannica con sede a Londra.

## Storia
Il primo negozio Rough Trade venne aperto nel 1976 da Geoff Travis a Kensington Park Road, nel quartiere Ladbroke Grove, a West London. Secondo quanto riferito da Travis, egli scelse il nome ispirandosi a quello del gruppo canadese art punk/new wave Rough Trade. Nel 1978 l'attività diede vita alla Rough Trade Records, etichetta di band come The Smiths e The Libertines. Dal 1982, pur continuando a collaborare con il negozio di dischi, la casa discografica divenne un'entità indipendente. Nel mentre, il negozio trasferì la sua sede nella vicina Talbot Road. Nel 1988 venne aperto un negozio a Neal's Yard, a Covent Garden. Vennero aperti altri negozi nella capitale più altre sedi a Parigi, New York e Tokyo. Molti dei negozi fisici della Rough Trade vennero chiusi durante il nuovo millennio con l'avvento del World Wide Web.